# 三遊亭歌奴 (3代目)
三代目 三遊亭 歌奴（1941年7月18日 - 2004年4月6日）は、落語家。本名∶平田 昭宏。出囃子∶『梅の栄』。

## 経歴
東京都立一橋高等学校卒業。
1959年5月、二代目三遊亭歌奴に入門。前座名は「どん栗」。
1963年5月に柳家小きんと共に二ツ目昇進、「歌雀」に改名。
1973年9月に林家木久蔵、三遊亭好生、桂文平、四代目三遊亭歌笑、三遊亭生之助、橘家三蔵、柳家小きん、柳家さん弥、金原亭桂太と共に真打昇進。1975年5月に大師匠・師匠が名乗った名跡である三遊亭歌奴を三代目として襲名。
2004年4月6日、肝臓がんのため死去。62歳没。

## 芸歴
- 1959年5月 - 二代目三遊亭歌奴に入門。前座名「どん栗」。
- 1963年5月 - 二ツ目昇進、「歌雀」に改名。
- 1973年9月 - 真打昇進。
- 1975年5月 - 「三代目三遊亭歌奴」襲名。